# Кукфыонг

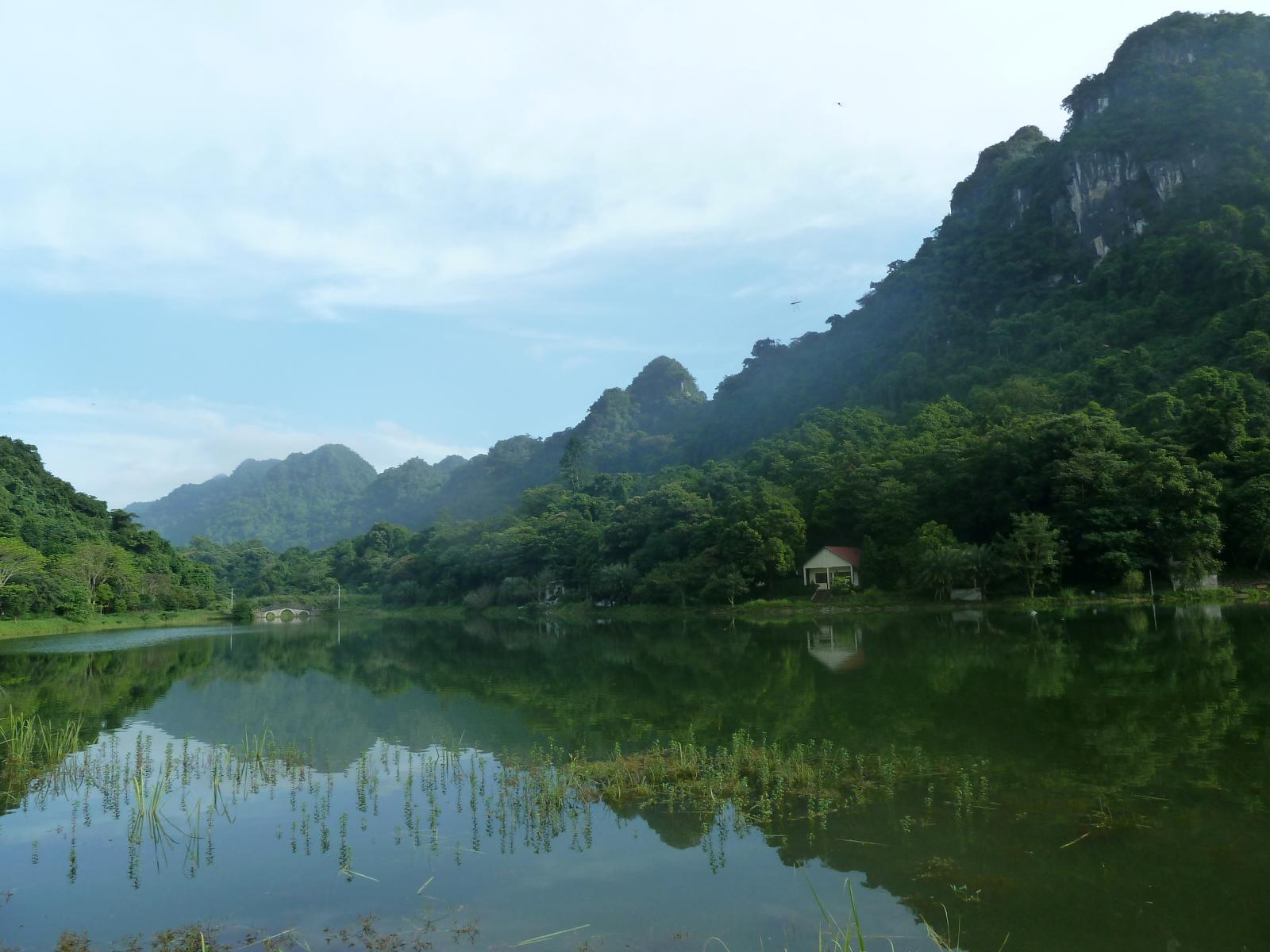
Национальный парк Кукфыонг

Национальный парк Кукфыонг (вьет. Vườn quốc gia Cúc Phương) находится в провинции Ниньбинь, в дельте Красной реки в северной части Вьетнама. Кукфыонг — первый национальный парк Вьетнама и крупнейшая природоохранная территория страны. Парк является одним из самых важных объектов биоразнообразия во Вьетнаме. 
Кукфыонг расположен в предгорьях хребта Чыонгшон. В парке есть как покрытые лесом карстовые горы, так и пышные долины. Высоты варьируются от 150 м до 656 м. В горах из известняка находятся многочисленные пещеры, многие из которых доступны для исследования.
Средняя температура в Кукфыонг 21 градус по Цельсию. В горах зимой случаются заморозки. В среднем в этой местности более 200 дождливых дней в году, а среднегодовое количество осадков составляет 2100 мм. Сухой сезон с ноября по февраль, самые сухие месяцы — декабрь и январь.
Национальный парк Кукфыонг открыт для посещениями туристами, это один из самых популярных туристических объектов во Вьетнаме. Десятки тысяч вьетнамцев и постоянный поток иностранных туристов посещают парк каждый год. Жилье и рестораны имеются у входа в парк и на территории парка. Внутрь парка ведёт дорога с твёрдым покрытием, есть также пешеходные маршруты. Рейнджеры парка патрулируют Кукфыонг и организуют экскурсии за отдельную плату.
В национальном парке проводятся программы по сохранению редких видов приматов, млекопитающих хищников, панголинов и черепах.